# Santo Stefano Ticino
Santo Stefano Ticino – miejscowość i gmina we Włoszech, w regionie Lombardia, w prowincji Mediolan.
Według danych na rok 2004 gminę zamieszkiwały 3872 osoby, 774,4 os./km².
W miejscowości znajduje się stacja kolejowa Corbetta-Santo Stefano Ticino.